# Герои восстали: Симпатичная машина ненависти
«Герои восстали: Симпатичная машина ненависти» (англ. Heroes Rise: Pretty Hate Machine) — двадцатый эпизод третьего сезона американского криминального телесериала «Готэм» и 64-й во всём сериале. Сценарий к эпизоду был написан соисполнительными продюсерами Стивеном Лилиеном и Брайаном Винбрандтом, а режиссёром стал Дэнни Кэннон. Премьера эпизода состоялась 29 мая 2017 года на канале FOX. Эпизод назван в честь студийного альбома 1989 года американской индастриал-рок-группы Nine Inch Nails с тем же названием.
В этом эпизоде Ли, под влиянием вируса, решает соблазнить Гордона и заставить его присоединиться к ней, чтобы признать его тёмную сторону. Из-за того, что Гордон отказывается присоединяться к ней, Ли похищает его и хоронит заживо. Единственным спасением Гордона является укол с вирусом, который Ли подложила ему в карман. Тем временем, Брюс и Шаман продолжают выполнять свой план по вынесению суда и взрывают бомбу с намерением заставить восстать «тёмного героя», а Альфред пытается найти Брюса до того, как он нажмёт на кнопку, которая заставит бомбу взорваться. Нигма и Барбара охотятся за Кобблпотом, которые желают ему смерти.
Эпизод получил положительные отзывы от критиков.

## Сюжет
Шаман (Рэймонд Дж. Бэрри) и Брюс (Давид Мазуз) встречаются с членами Суда, чтобы обсудить убийство Уэйнов. После чего, Шаман зовёт Когтей и заставляет их убить всех членов Суда. Позже полиция Готэма штурмует здание и обнаруживает, что один из членов Суда едва жив и ему удаётся сказать роль Брюса и Шамана в их смерти, прежде чем умереть от ран.
Нигма (Кори Майкл Смит) сообщает Барбаре (Эрин Ричардс), Бутчу (Дрю Пауэлл) и Табите (Джессика Лукас) о том, что Кобблпот (Робин Лорд Тейлор) жив и что он пойдёт за ним, поскольку они все вовлечены в его предполагаемую смерть. Гордон приходит в дом Ли (Морена Баккарин) и находит её заражённой вирусом. Она пытается соблазнить его, утверждая, что он заражён тьмой внутри себя, а затем вырубает его.
Кобблпот встречается с Айви (Мэгги Геха) и Селиной (Камрен Бикондова) в своём укрытии, когда на них нападают Нигма и Бутч, а Селина убегает. Кобблпот, с помощью своего плана, запирает Бутча и Нигму в укрытии, чтобы вместе с Айви сбежать, но Табита сумела поймать Селину. Тем временем, Брюс и Шаман встречаются с профессором Стрейнджем (Б. Д. Вонг), который показывает им бомбу, содержащую вирус. Шаман утверждает Брюса, что вирус должен распространиться по всему городу, чтобы «тёмный герой восстал». Брюс и Шаман вместе со своими телохранителями уходят с бомбой, когда к ним нагрянули Буллок (Донал Лог) и Альфред (Шон Пертви), которые арестовывают Стрейнджа. Альфред пытается протянуть руку Брюсу, но он решил уйти с Шаманом.
Стрейнджа помещают в камеру полиции Готэма, в то время как Ли приходит к ним. Гордон просыпается и оказывается на погребённом гробу с небольшим запасом кислорода, и с рацией Си-Би вместе со шприцем, содержащим вирус. Ли объясняет, что им нужно будет быстро найти Гордона или ему придётся вколоть вирус, чтобы выбраться из гроба. Ли арестовывают, а в то время когда Буллок и многие офицеры отправляются на поиски Гордона, Альфред допрашивает Стрейнджа о местонахождении Брюса, показывая, что он находится в Wayne Enterprises, и что бомба собирается взорваться в вокзале Юнион всего за несколько минут. Учитывая, что Буллоку не удаётся найти его, Гордон вкалывает себе вирус и использует свои силы, чтобы выбраться из гроба. Буллок отправляет своих людей на вокзал для эвакуации.
Кобблпот и Айви устроились в своём доме, но обнаружили, что Селина дала адрес Нигме, Барбаре, Табите и Бутчу, которые приходят, чтобы взять Кобблпота. В это время внезапно появляется Фиш Муни (Джада Пинкетт-Смит) со своими приспешниками и берёт с собой Кобблпота. Пока вокзал эвакуируют, Гордон приходит, планируя остановить бомбу. Однако его останавливает Ли, которая сбежала из своей камеры. Брюс собирается нажать на кнопку, которая запустит детонатор, а Альфред приходит и пытается поговорить с ним. Альфред убивает Шамана, но он успел заставить Брюса взорвать бомбу. Перед смертью Шаман рассказывает Брюсу, что ему нужно найти здание Юян и найти «Голову Демона», чтобы осуществить свою судьбу. Разгневанный Брюс атакует Альфреда, но его арестовывает полиция. Бомба в конечном счёте взрывается на вокзале, распространяя вирус, в то время как облако начинает распространять его по всему городу.

## Производство

### Разработка
В мае 2017 года было объявлено, что двадцатый эпизод сезона будет называться «Симпатичная машина ненависти», и то, что сценарий был написан Стивеном Лилиеном и Брайаном Винбраднтом, а режиссёром стал Дэнни Кэннон. Эпизод назван в честь альбома группы Nine Inch Nails.

### Кастинг
Роли Криса Чока, Бенедикта Сэмюэла и Майкла Чиклиса не появились в этом эпизоде. В мае 2017 года было объявлено, что состав приглашённых актёров будет включать Джаду Пинкетт-Смит в роли Фиш Муни, Рэймонд Дж. Бэрри в роли Шамана и Б. Д. Вонга в роли Хьюго Стрейнджа.

## Восприятие

### Зрители
Эпизод посмотрели 3,03 миллиона зрителей с долей 1.0/4 среди взрослых в возрасте от 18 до 49 лет. Рост зрительской аудитории стал на 3% больше, чем в предыдущем эпизоде, за которым наблюдали 2,92 миллиона зрителей с долей 1.0/4 в демографии 18-49. С этим рейтингом «Готэм» занял второе место на канале FOX, позади «Люцифера», но опередил его в демографии 18-49, третье место на своём таймслоте и третье за ночь позади «Холостячки» и игры в НХЛ.

### Реакция критиков
| Оценки критиков                 | Оценки критиков |
| Источник                        | Оценка          |
| ------------------------------- | --------------- |
| Rotten Tomatoes (Tomatometer)   | 100%            |
| Rotten Tomatoes (Average Score) | 6.87            |
| IGN                             | 6.6             |
| TV Fanatic                      | [ 6 ]           |
| TV Overmind                     | [ 7 ]           |

Эпизод «Герои восстали: Симпатичная машина ненависти» получил положительные отзывы от критиков. Эпизод получил оценку 100 % со средней оценкой 6,87 из 10 на сайте Rotten Tomatoes.
Мэтт Фаулер из IGN дал эпизоду «хорошие» 7,2 из 10 и написал в своём обзоре: «„Готэм“ сильно переползал в свою якобы-предпоследнюю главу 3-го сезона, так как небрежность шоу столкнулась со своими поднятыми эндшпильными ставками. Джим и Ли полностью подошли к вирусу Тэтч, Брюс собрал целую Лигу, а газовая бомба взорвалась в центре города. Честно говоря, нет никаких правил в этом пункте (Альфред позволил просто направить оружие на людей и/или подвешивать их с крыш), поэтому мне любопытно увидеть, как финал из двух частей на следующей неделе попытается убедить нас, что в городе есть настоящая полицейская сила».
Ник Хоган из TV Overmind дал эпизоду 4,5 из 5 звёзд, написав «Больше всего на свете, это шоу вызвало у меня возбуждение но то, что произойдет в финале из двух частей на следующей неделе. Они собрали высокое волнение, так что, надеюсь, оно взорвётся вместо того, чтобы медленно выходить из строя». Аманда Белл из EW дала эпизоду рейтинг «B» и написала: «Это может быть слишком очевидным, чтобы на этой неделе назвать эпизод Готэма разрывным, но это именно так. Так много элементов зла сейчас работают, и похоже, что город собирается идти на войну, со множеством неожиданных фракций, подходящих для конечной игры».
Лиза Бабик из TV Fanatic дала эпизоду 5 из 5 звёзд, написав: «Окей. Это было большое шоу, чтобы переварить, но 20-й 3-го сезона „Готэма“ был одним из предпоследних эпизодов! „Готэм“ спрыгнул с глубокого конца в этот час, и я их абсолютно люблю». Роберт Янис-младший из Screenrant написал: «Дни для 3-го сезона „Готэма“ сочтены, и после этой недели кажется, что зрители, возможно, видели Суд Сов последний раз, по крайней мере сейчас. С этой сюжетной линей, ловко подходящей к концу, шоу готово ворваться в большую банку червей, когда она вернётся к четвёртому сезону. Но прежде чем это произойдёт, есть маленький вопрос о длинной дуге с участием вируса Элис Тэтч, а также обещанное сражение между двумя лучшими злодеями сериала; а именно, Пингвин (Робин Лорд Тейлор) и Загадочник (Кори Майкл Смит). После окончания эпичного финала прошлой недели, кажется, что Ли (Морена Баккарин) совершает удивительный поворот в тех последних нескольких эпизодах».
Кэйти Бёрт из Den of Geek написала: «Эпизод „Симпатичная машина ненависти“ был безостановочным часом действия и абсурдным весельем. Это шоу смешит, но третий сезон имеет большое удовольствие. Направляясь к двухчасовому финалу сезона, есть много, чего можно рассказать о „Готэме“». МэриЭнн Слиэсмен из TV Guide написала: «Этот род сборной судьбы объясняет, почему у меня возникли проблемы с тем, что я испытываю страх за особую часть саги о Суде Сов в „Готэме“. Это не то, что я не люблю, но я ценю Ра'с аль Гула и эпическую шкалу из рассказов, которые, как правило, связаны с ним, но... разве это не был сюжет фильма „Нолан-стих фильмы о Бэтмэне“? Я уверена, что он появился в комиксах, по крайней мере, дважды».